# 司隆史
司 隆史（つかさ たかし、1979年12月15日 - ）は、日本の政治家。公明党所属の参議院議員（1期）。公明党青年局次長、公明党関西青年会議議長。元大阪市会議員。

## 経歴
1979年に大阪府大阪市東成区に生まれ、関西創価中学校・高等学校卒業を経て、2002年に京都工芸繊維大学工芸学部卒業。2009年には京都大学大学院情報学研究科博士課程を研究指導認定退学。
パソナ勤務後、石川博崇参議院議員の秘書などを経て、2010年からは公明党大阪府本部に勤務した。
2023年大阪市議会議員選挙に、前回4票差で公明党が議席を失った東成区選挙区から立候補し、定数3人に対し3位で初当選。
2025年2月に次期参議院選挙で比例区から公明党公認で立候補することが発表され、6月に大阪市会議員を辞職した。7月の第27回参議院議員通常選挙の投開票の結果、341,441票を獲得して党内2位で当選した。

## 人物
- 妻と3人の子供がいる[1]。
- 趣味・特技は映像編集、プログラミング、カラオケ、映画鑑賞[1]。
- 好きな作家は司馬遼太郎、星新一で、好きな言葉は率先垂範、三倍努力[1]。

## 選挙歴
| 当落 | 選挙                     | 執行日         | 年齢 | 選挙区       | 政党   | 得票数     | 得票率 | 定数 | 得票順位 /候補者数 | 政党内比例順位 /政党当選者数 |
| ---- | ------------------------ | -------------- | ---- | ------------ | ------ | ---------- | ------ | ---- | ------------------ | ---------------------------- |
| 当   | 2023年大阪市議会議員選挙 | 2023年4月9日   | 43   | 東成区選挙区 | 公明党 | 6805票     | ーー   | 3    | 3/6                | /                            |
| 当   | 第27回参議院議員通常選挙 | 2025年07月20日 | 45   | 参議院比例区 | 公明党 | 34万1441票 | ーー   | 50   | 2/17               | 2/4                          |